# Cratere Bopolu
Bopolu  è un cratere sulla superficie di Marte.